# Asociación de Fútbol Cochabamba
La Asociación de Fútbol Cochabamba (Associazione calcistica Cochabamba, abbreviato in AFC) è una federazione boliviana di calcio. Affiliata alla Federación Boliviana de Fútbol, sovrintende all'organizzazione del campionato dipartimentale di Cochabamba.

## Storia
Fu fondata il 24 aprile 1924, divenendo così la 6ª federazione dipartimentale boliviana. Insieme alle federazioni di La Paz e Oruro, prese parte alle tre edizioni del Torneo Integrado: le uniche due società a rappresentare la ACF furono il Wilstermann e l'Aurora. La massima serie di Cochabamba porta la denominazione Primera "A".

## Albo d'oro Primera "A"
Dal 1994
| Anno | Campione                        |
| ---- | ------------------------------- |
| 1994 | Aurora                          |
| 1995 | Aurora                          |
| 1996 | Aurora                          |
| 1997 | Aurora                          |
| 1998 | Aurora                          |
| 1999 | Aurora                          |
| 2000 | Aurora                          |
| 2001 | Aurora                          |
| 2002 | Aurora                          |
| 2003 | Independiente (Cochabamba)      |
| 2004 | Independiente (Cochabamba)      |
| 2005 | Independiente (Cochabamba)      |
| 2006 | Esparta                         |
| 2007 | Club Universitario (Cochabamba) |
| 2008 | Enrique Happ                    |
| 2009 | Universitario                   |
| 2010 | Enrique Happ                    |